# 라이온 에어 610편 추락 사고

라이온 에어 610편의 비행노선

라이온 에어 610편 추락 사고(영어: Lion Air Flinght 610)은 2018년 10월 29일, 수카르노 하타 국제공항에서 데파티 아미르 공항로 갈 예정이었고, 수카르노 하타 국제공항을
에서 이륙 직후 추락하였다. 기체의 잔해가 자와섬 근해에서 발견되었다.

## 같이 보기
- 보잉 737 MAX의 이륙 금지 조치
- 에티오피아 항공 302편 추락 사고